# Ванер, Мария

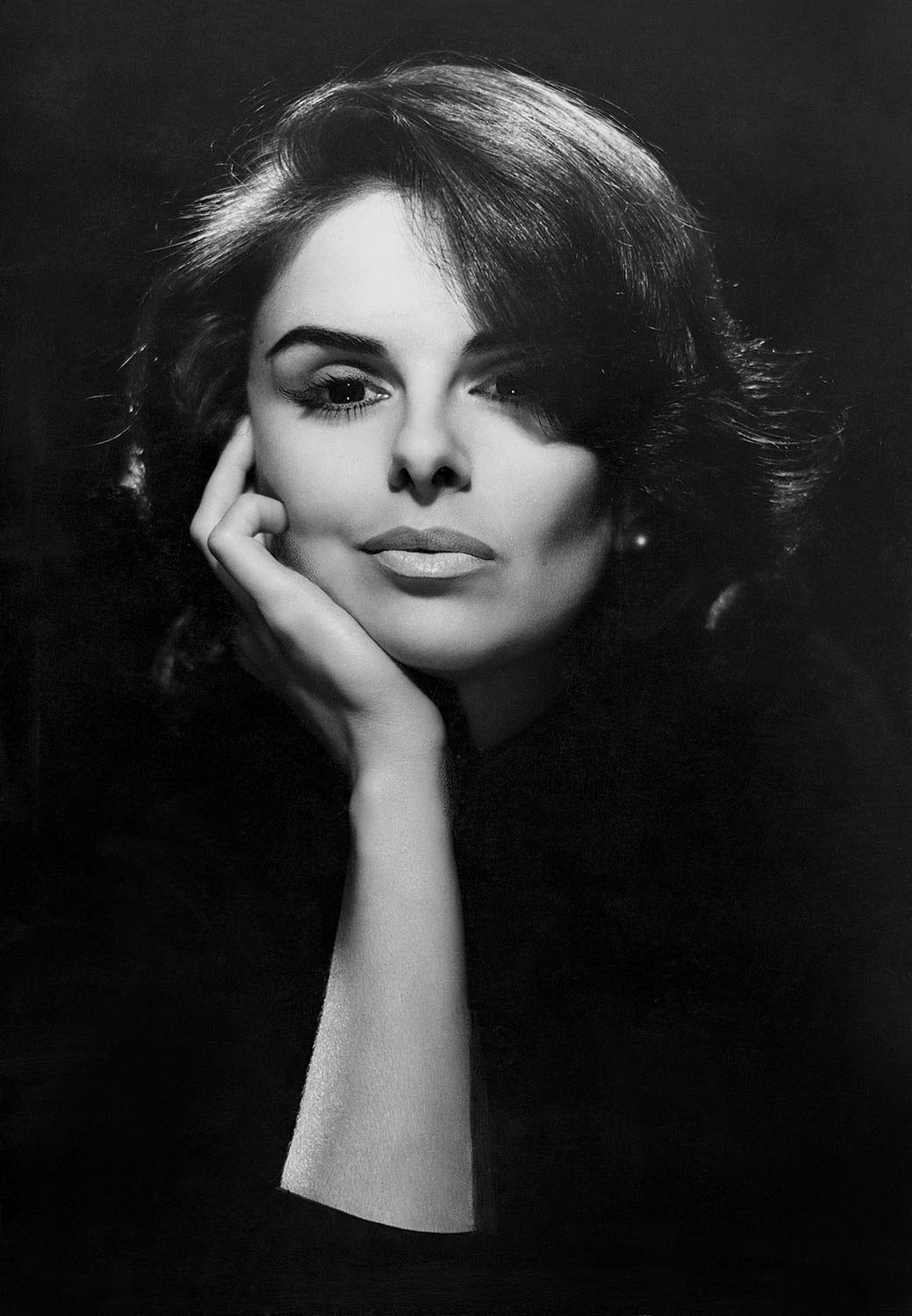
Мария Ванер, 1959

Мари́я Ване́р (исп. María Vaner, настоящее имя Мария Луиза Хосефа Анхела Алеандро Робледо исп. María Luisa Josefa Ángela Aleandro Robledo; 23 марта 1935, Мадрид — 21 июля 2008, Буэнос-Айрес) — аргентинская актриса

. Снялась в более чем 50 кинофильмах и телевизионных передачах в период с 1958 по 2008 годы.
Из семьи актёров театра и кино Педро Алеандро и Марии Луизы Робледо. Старшая сестра актрисы Нормы Алеандро. Начинала карьеру в качестве фотомодели. Успех на экране пришёл в середине 60-х годов благодаря роли у режиссёра Давида Хосе Коона. Работала с такими известными режиссёрами, как Энрике Каэн Салаберри, Даниэль Тинайре и Рене Мухика.
В 1967—1973 годах состояла в браке с актёром и режиссёром Леонардо Фавио, у них родилось двое сыновей. Один из них, Леонардо, также стал актёром. Снялась в нескольких лентах Леонардо Фавио.
В 1974 году после прихода к власти военной диктатуры в связи с угрозами жизни из-за её левых взглядов была вынуждена покинуть страну вместе с детьми. Вернувшись в Аргентину, не смогла восстановить популярность и снималась во второстепенных ролях. Пробовала себя в качестве певицы, снималась в телевизионных сериалах. Скончалась в ходе съёмок фильма от продолжительной болезни.

## Фильмография
- Los Jóvenes viejos (1962)
- Primero yo (1964)
- История одинокого мальчика / Crónica de un niño solo (1965)
- Романс о Анисето и Франциске / El romance del Aniceto y la Francisca (1966)
- La Raulito (1975)
- Adiós, Roberto (1985)

## Награды
1962 год премия Ассоциации Кинокритиков Аргентины  «Серебряный кондор» в номинации «Лучшая актриса» за фильм  «Tres veces Ana (Трижды Ана)».
1963 год премия Ассоциации Кинокритиков Аргентины  «Серебряный кондор» в номинации «Лучшая актриса» за фильм «Los jóvenes viejos (Молодые старики)».
В 2003 году стала лауреатом Премии почета Серебряный кондор за профессиональную карьеру в мире кино.
В 2011 году посмертно удостоена престижной кинематографической премии Konex Award.